# Церква святих верховних апостолів Петра і Павла (Завадівка)
Церква святих верховних апостолів Петра і Павла в Завадівці — парафія і храм греко-католицької громади Монастириського деканату Бучацької єпархії Української греко-католицької церкви в селі Завадівка Чортківського району Тернопільської области.

## Історія церкви
Парафія утворена в лютому 1991 року. Урочисте відкриття та освячення храму відбулося 12 липня 1996 року, яке провів о. митрат Василь Семенюк. План будівництва був розроблений у квітні 1991 року Спілкою архітекторів УРСР у місті Івано-Франківську, головний проєктувальник — С. Микуляк.
Будівництвом храму керували Нестор Підвисоцький та Зеновій Кифор. Головними жертводавцями стала місцева громада, а також парафіяни сіл: Високе, Маркова, Коржова, Доброводи та Григорів. Значну матеріальну допомогу надали колгосп ім. Богдана Хмельницького (голова Д. Куриш) та Коржівський кар’єр (директор В. Бушовський). Розпис купола виконав художник Тарас Деркач, а навесні 1995 року за його проєктом виготовили та встановили іконостас.
На території села розташовані капличка, фігура Матері Божої та хрести парафіяльного значення.
На парафії діють братство «Апостольство молитви», спільнота «Матері в молитві», Вівтарна дружина.

## Парохи
- о. Антон Вербовий,
- о. Андрій Прокопів (12 листопада 2011—26 серпня 2012),
- о. Руслан Ковальчук (з вересня 2012).